# Dot crawl

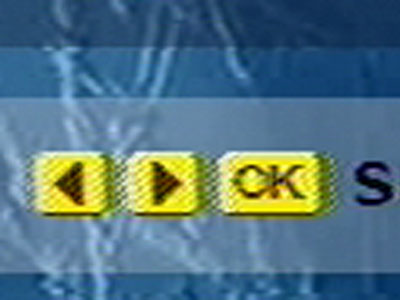
Dettaglio ingrandito di una sorgente video che mostra il difetto dot crawl. Da notare lo schema a scacchiera nei bordi verticali tra le aree gialle e blu.

Dot crawl (o Cross-Luminance - Luminanza sovrapposta) è il nome popolare per un difetto del colore dei segnali analogici standard, quando il segnale è trasmesso come video composito. Si manifesta come una scacchiera animata che compare durante le transizioni di colore verticali. È la conseguenza dell'intermodulazione o della diafonia tra le componenti di crominanza e luminanza del segnale, che sono multiplexati in modo imperfetto nel dominio della frequenza.
Il Dot Crawl è più visibile quando la crominanza viene trasmessa con una elevata larghezza di banda, in modo che il suo spettro è sovrapposto alla banda di frequenze usate dal segnale luminanza nel segnale video composito. Questo fa sì che i dettagli di crominanza ad alta frequenza vengano interpretati come dettagli di luminanza durante le transizioni di colore.
Un altro simile problema è la comparsa di rumore del colore nelle immagini molto dettagliate. Questo il risultato della sovrapposizione del segnale di luminanza ad alta frequenza, con il segnale di crominanza, il quale produce false colorazioni. Il Dot Crawl può rendere assai difficile leggere del testo con poca spaziatura.
Dot Crawl è stato per molto tempo riconosciuto come un problema da parte dei professionisti, sin dalla creazione del video composito, ma era già noto dal pubblico in generale, dall'avvento dei Laserdisc.
Questo difetto può essere notevolmente ridotto usando un buon filtro Comb nel ricevitore per separare il segnale di crominanza codificato dalla luminanza del segnale. Tuttavia, l'unica vera soluzione al Dot Crawl è di non utilizzare il video composito, e di utilizzare S-Video o Component video.